# Villa di San Cerbone

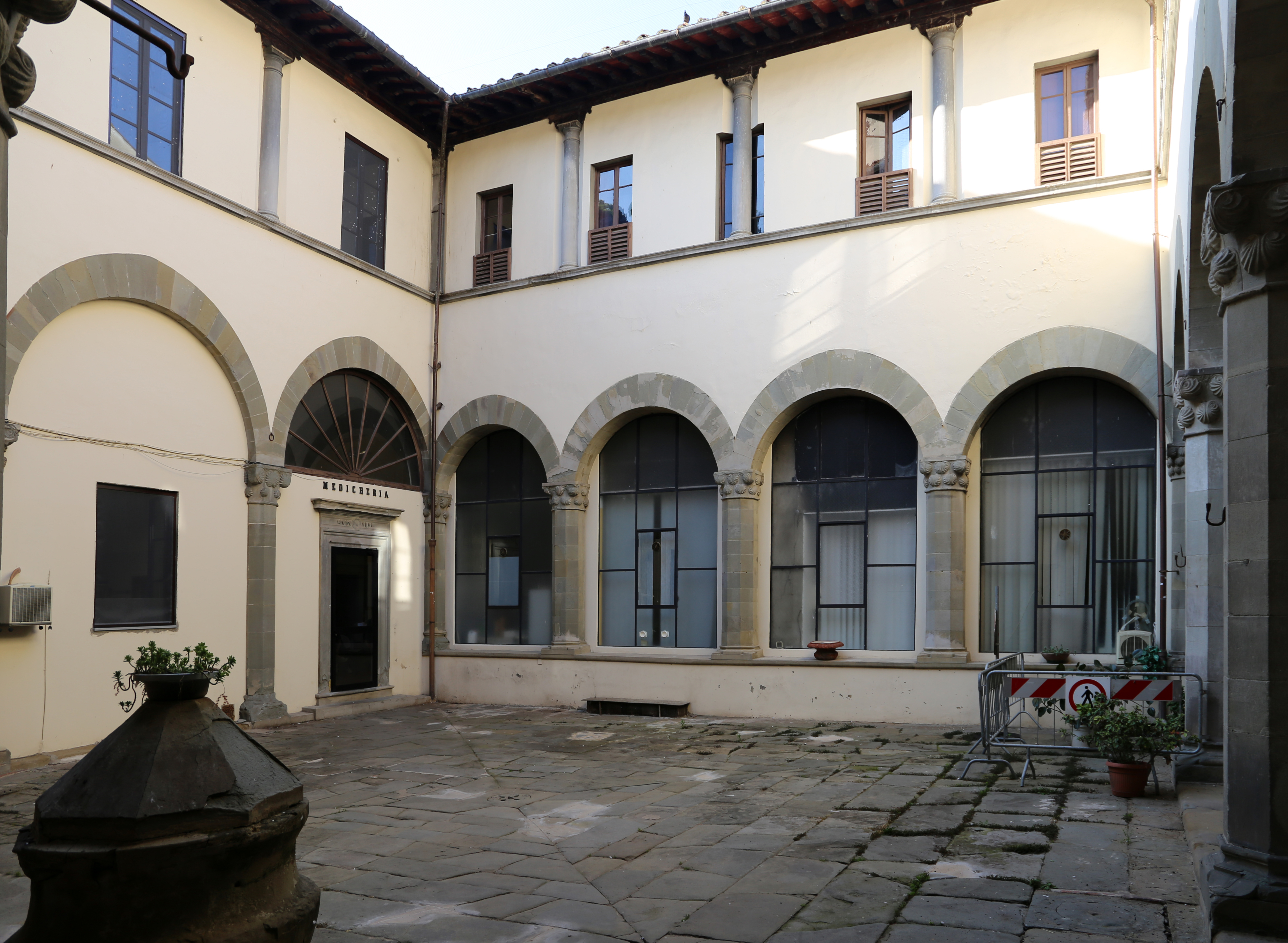
Il cortile

La villa di San Cerbone si trova a Figline e Incisa Valdarno, nel comune di Figline e Incisa Valdarno.

## Storia
Nel luogo che oggi ospita la villa, nel XIV secolo, i Franzesi della Foresta fondarono un castello. Successivamente la villa passò di mano in mano: prima appartenne alla famiglia Serristori, poi ai Salviati (come ricorda un'iscrizione, che della villa dice "appartenuta nel secolo XVI a Giovanni Serristori e come dote della figlia Costanza passata in proprietà dei Salviati..."), poi ancora in altre mani, finché non fu acquisita dalla famiglia Lambruschini (Raffaello Lambruschini fondò all'interno della villa una scuola e qui scrisse diversi trattati sulla pedagogia) e successivamente ceduta a Umberto Serristori, che la rilevò definitivamente nel 1890 per farne la sede dello Spedale.

## Descrizione
La villa, di origine quattrocentesca, dal 1890 ospita lo Spedale. La facciata secentesca si apre su un corridoio lungo il quale sono poste alcune lapidi a memoria delle visite eccellenti.
La cappella delle monache conserva l'Annunciazione, tela giovanile di Ludovico Cardi, detto il Cigoli, commissionata dalla famiglia 'figlinese' dei Serristori ed eseguita nel 1580 per l'altare della chiesa dello Spedale Serristori, nella quale elementi ripresi dai modelli fiorentini del primo Cinquecento convivono con più moderni spunti dal Barocci e dalla pittura veneta, in un risultato in cui del tutto nuova è la semplicità, la naturalezza e la morbidezza delle stesure pittoriche. Nella cappella sono anche le tele che erano agli altari laterali della stessa cappella dell'antico Spedale, l’Apparizione della Madonna a san Filippo Neri e il Transito di san Giuseppe, pagate nel 1690 a Niccolò Lapi.
Nel refettorio è conservata anche una piccola tavola con l'Ultima Cena di Giorgio Vasari. All'interno della villa si trova un'interessante serie di albarelli, vasi di maiolica, ampolle e boccette di vetro, appartenenti all'antica Spezieria, istituita fin dal 1523, e vi si conserva anche una piccola tavola della Vergine col Bambino datata 1399, che ha valso il nome convenzionale con cui si identifica il suo autore, Maestro del 1399.